# Джон Кітс
Джон Кітс (англ. John Keats, 31 жовтня 1795 — 23 лютого 1821) — англійський поет, представник другого покоління англійського романтичного руху. Незважаючи на короткий період творчості й малу популярність за життя, репутація Кітса значно зросла після його смерті, він вплинув на становлення багатьох англійських поетів, зокрема Альфреда Теннісона та Вілфреда Оуена.
Для поезії Кітса характерна чуттєва уява, що особливо виразно проявляється в його одах. Викликає інтерес літературознавців також листування Кітса — його листи містять глибокі міркування з теорії поезії.

## Біографія

### Ранні роки
Джон Кітс був найстаршим із чотирьох дітей Томаса та Френсіс Дженнінгс Кітсів, що дожили до дорослого віку. Джон народився у центральних районах Лондона, хоча точна адреса невідома. Його батько спочатку працював конюхом, а потім управителем заїзду «Свон і Гуп». Джона хрестили в церкві святого Ботольфа за Єпископськими воротами. В дитинстві Кітс відвідував дамську школу. Родині не вистачало грошей послати Джона навчатися в Ітон або Гарроу, тому в 1803 хлопець поступив у школу-інтернат Джона Кларка в Енфілді, неподалік від будинку діда. Школа була невеличка із прогресивною програмою, її навчальний план випереджав більші й престижніші, але консервативніші школи. В школі Кларка у Джона виник інтерес до історії та літературної класики, що залишався з ним усе життя. Чарлз Кауден Кларк, син директора школи, став для Кітса старшим товаришем та наставником. Він познайомив Кітса з літературою Відродження, зокрема з Торквато Тассо, Едмундом Спенсером та перекладами грецьких епосів Джорджа Чапмана. Кітс був учнем неврівноваженим, впадав у крайнощі, любив битися, але до 13 років дещо заспокоївся й улітку 1809 здобув першу нагороду за навчання.
У квітні 1804, коли Джону було 8 років, його батько помер, упавши з коня. Через два місяці після цього мама Кітса знову вийшла заміж, але незабаром пішла від нового чоловіка, забравши з собою дітей, до своєї матері Еліс Дженнінгс, яка мешкала у селищі Едмонтон. У березні 1810, коли Кітсу було 14, його мама померла від туберкульозу, залишивши дітей на бабусю. Того року Джона забрали зі школи й віддали в науку до лікаря й аптекаря Томаса Гаммонда. Джон поселився на горищі над хірургійною палатою, й проживав там до 1813. Товариш Кітса Чарлз Кауден Кларк описував ці роки як найспокійніші в житті Джона.

### Початок кар'єри
Закінчивши навчання у Гаммонда, Кітс з жовтня 1815 зареєструвався студентом медицини при госпіталі Гая. Уже через кілька місяців він отримав посаду перев'язувача, що в ті часи було еквівалентним молодшому хірургу. Це суттєве підвищення свідчило про талант хлопця до медицини, але водночас означало збільшення обов'язків та навантажень. Родина Кітса, вклавши кошти в його навчання, сподівалася, що він стане лікарем, забезпечивши собі й рідним фінансову стабільність.
Перший вірш Кітса, що зберігся до сьогодні, «Імітація Спенсера» був написаний у 1814, коли хлопцю було 19 років. Перед Кітсом стояв важкий вибір. Він прагнув бути поетом, але робота лікаря не залишала для цього часу. Брат Джона, Джордж, писав: «Джон боявся, що ніколи не стане поетом. А якщо він не стане, то знищить себе». У 1816 Джон Кітс отримав ліцензію аптекаря, але ще до кінця року оголосив своєму опікуну, що хоче бути поетом, а не хірургом. Продовжуючи працювати й навчатися у лікарні Гая, Кітс дедалі більше часу проводив за вивченням літератури. У травні 1816 Лі Гант погодився надрукувати сонет Кітса «О, самотність» у своєму журналі «Екзамінер», який тобі був провідним періодичним виданням ліберального спрямування. Це була перша публікація поезії Кітса, й за спогадами Кларка, для молодого поета вона означала, що його амбіції обґрунтовані. Влітку того року він поїхав у Маргейт, де розпочав роботу над «Калідором», а також період знаменитого згодом листування.
В жовтні Кларк познайомив Кітса з впливовим Гантом, близьким другом Байрона та Шеллі. Через п'ять місяців побачив світ перший томик Кітсових поезій «Поеми», до якого увійшли «Я стояв навшпиньках» та «Сон і поезія». Збірка провалилася в критиків і не викликала інтересу в публіки, видавці відчували, що осоромилися з книжкою. Все ж Ганто опублікував есе «Три молоді поети» (Шеллі, Кітс та Джон Гамільтон Рейнольдс), а також сонет «Про перші враження від Чапманового Гомера», відзначивши потенціал автора. Він познайоми Кітса із видатними людьми свого кола, зокрема з редактором газети «Таймс» Томасом Барнесом, письменником Чарлзом Лембом, деригентом Венсаном Новелло та поетом Джоном Гамільтоном Рейнольдсом, з яким Кітс подружився. Це стало вирішальним поворотним пунктом для Кітса, встановивши його репутацію серед публіки як одного з «нової школи поезії» за виразом Ганта.. В цей час Кітс написав своєму другові Бейлі: «Я певен тільки святості почуттів серця та правди уяви. Те, що уява сприймає як Красу зобов'язано бути правдою». Ця думка втілиться в останнії рядках «Оди над грецькою урною»: «Краса це правда, правда це краса — ось усе що ти знаєш на землі, й усе, що тобі потрібно знати».
У квітні 1817 Кітс з братами переселився у кімнати в будинку на Велл Вок 1. Там Джон із Джорджем доглядали за братом Томом, хворим на туберкульоз. Від будинку в Гемпстеді було недалеко до помешкань Ганта та інших людей із його кола, а також старшого поета Семюела Кольріджа, який на той час мешкав у Гайгейті. У червні 1818 Кітс із товаришем Чарлзом Армітаджем Брауном вирушив у мандрівку Шотландією, Ірландією та Озерним краєм. Джордж та його дружина Джоржина супроводюжували їх до Ланкастера, звідки повернули до Ліверпуля із наміром емігрувати в Америку. В Америці вони жили в Огайо та Луїсвілі. У 1841 вони втратили свої капіталовкладення і померли в злиднях від туберкульозу
. Ефективні ліки від цієї хвороби з'явилися лише в 1921. У липні, під час пішої екскурсії островом Мулл, Кітс простудився і не зміг продовжити мандрівку. Повернувшись на південь він продовжив доглядати за Томом, ризикуючи заразитися хворобою. Деякі біографи висловлюють думку, що саме тоді він став жертвою «родинної хвороби» туберкульозу. Том Кітс помер 1 грудня 1818.

### Вентворт-Плейс

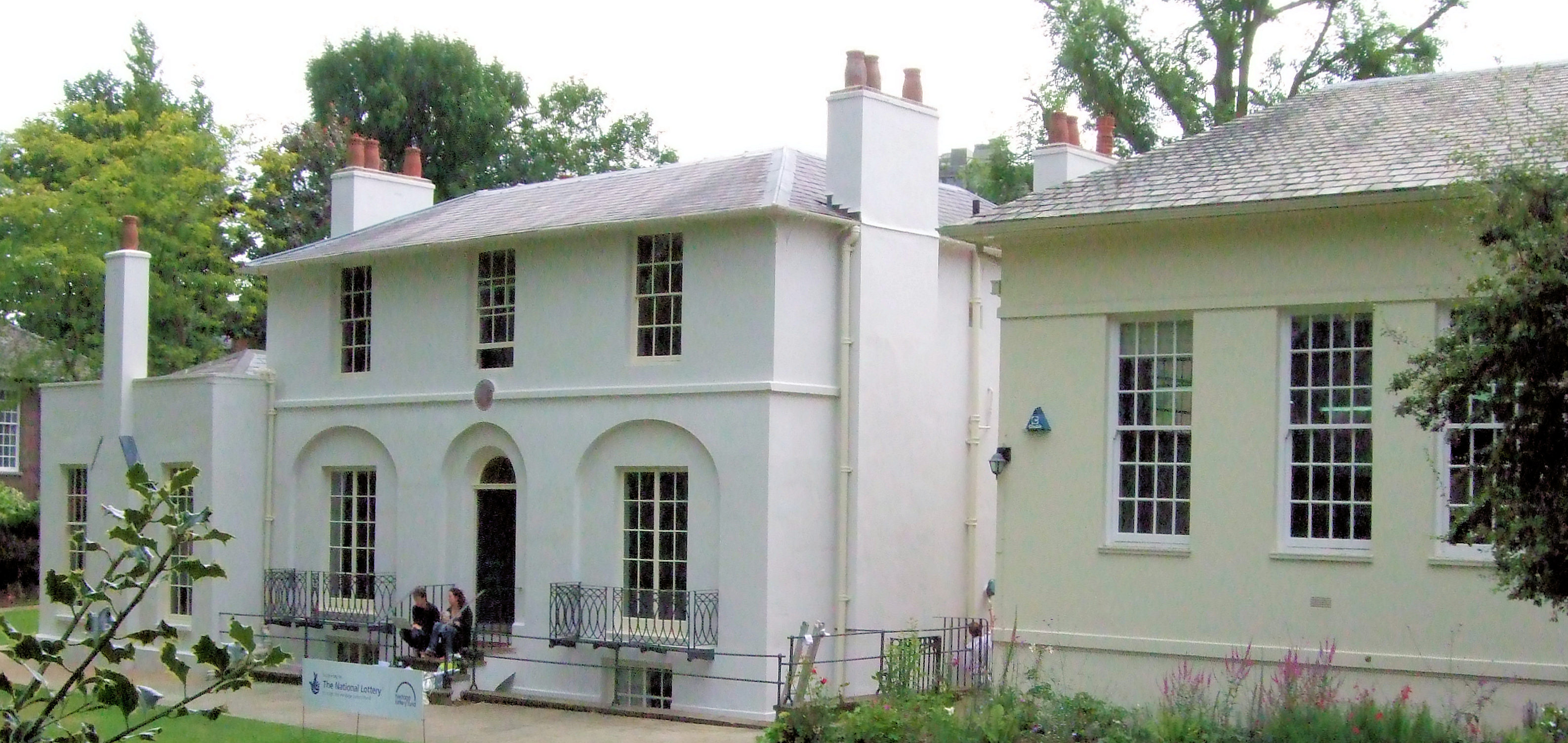
Вентворт-Плейс (ліворуч)

Джон Кітс переселився в будинок свого друга Чарлза Армітейджа Брауна, розташований на околиціі Гампстед-Гіта, на віддалі 10 хвилин ходьби від попереднього будинку на Велл-Вок. Зима 1817–1818 року, хоча й минула у важких умовах, знаменує початок «року чудес» (annus mirabilis) для Кітса. Саме в цей рік він написав свої найкращі зрілі твори. Великий вплив на Кітса мали лекції Вільяма Газлітта на тему англійських поетів та поетичної ідентичності. В цей рік він також зустрівся з Вільямом Вордсвотром. У грудні Кітс відвідав «безсмертний обід» Гейдона, на якому були присутні Вордсворт та Чарлз Лемб.
Саме у Вентворт-Плейс Кітс склав п'ять із шести своїх великих од у квітні-травні 1819. Хоча існують дебати щодо порядку їхнього написання, вважається, що розпочинає серію Ода Психеї. За словами Брауна Ода солов'ю була написана під шовковицею у саду. Браун писав: «Весною 1819 поблизу мого будинку звили гніздо солов'ї. Слухаючи спів пташини, Кітс відчував тиху й неперервну радість. Одного ранку він взяв крісло від столу, за яким ми снідали, й поніс його на клаптик трави під сливою. Він сидів там дві або й три години. Коли він повернувся в будинок, я помітив у нього в руках клаптики паперу, він акуратно склав їх за книгами. Поцікавившись, я довідався, що ці чотири чи п'ять клаптиків містили його поетичні враження від солов'їної пісні.». Співвласник будинку, Ділке, завжди заперечував цю історію, опубліковану в Мілнсовій біографії Кітса 1848 року. На його думку це була чиста делюзія.
Нова прогресивна видавнича компанія «Тейлор і Гессі» опублікувала «Ендиміон» із посвятою Томасу Чаттертону. Критики рознесли поему. Особливо гостро відізвався про неї Джон Крокер у номері «Квотерлі Рев'ю» за квітень 1818: «Не те щоб, скажімо, автору бракувало сили мови, променів фантазії, проблисків генія — у нього все це є; але він нещасний учень нової школи, яку подекуди називають „поезією кокні“; яку можна визначити як таку, що складається з найбільш невдалих ідей, виражених найменш причесаною мовою […] У всій книзі ледь знайдеться повний куплет, що містив би закінчену ідею. Він перестрибує з теми на тему, спираючись на асоціації, не ідей, а звуків.». Джон Локгарт у «Блеквудс Мегезін» писав: «Важко бачити згасання людського розуміння, бодай зовсім кволого; але видовище того, як до стану безумства опускається здібний розум, удесятеро болісніше. Саме таку гіркоту відчуваємо ми, роздумуючи над випадком містера Джона Кітса. […] Кілька років тому він навчався ремеслу в місті у шановного аптекаря. Але все пішло нанівець через несподіване захворювання […] Певний час ми сподівалися, що після одного чи двох приступів, він відійде; але останні симптоми жахливі. Чудасії „Поезій“ були вже досить погані самі собою; але вони й наполовину не стурбували нас так, як спокійна, виважена, непроникливо ідіотська маячня „Ендиміона“. Краще й мудріше вмирати з голоду, як аптекар, ніж як поет; тож повертайтеся [в аптеку] містере Джоне, до пластирів, пігулок й пуделок із маззю». Саме Локгарт у «Блеквудсі» вигадав зневажливий термін «школа кокні» для Ганта та його гуртка, включно із Вільямом Газліттом та, звісно, Кітсом. Йшлося не лише про літературну, а й про політичну зневагу — удар наносився по молодих авторах, що вважалися нехлюями через брак освіти, неформальне римування й ницу дикцію. Вони не навчалися в Ітоні, Гарроу чи Оксбриджі й не походили з вищих класів.
У 1819 Кітс написав «Напередодні свята св. Агнес», «La Belle Dame Sans Merci» (Прекрасна дама без милосердя), «Гіперіон», «Ламію» та «Ото» (розкритиковану й не поставлену до 1950). Поезії «Забаганка» (Fancy) та «Барди почуття й веселості» (Bards of passion and of mirth)
були навіяні враженням від садів. У вересні, відчуваючи нагальну потребу в грошах, Кітс звернувся до видавців із новою книгою віршів. Збірка видавців не вразила, на їхню думку «Ламія» заплутана, від «св. Агнес» залишається відчуття дріб'язкової відрази, вона як дон Жуан перемішує почуття з насмішкою, і, таким чином, леді такі вірші читати не годиться. Останнім томом віршів, що з'явився за життя Кітса, була збірка «Ламія, Ізабелла, напередодні свята св. Агнес та інші поезії», опублікована в липні 1820. Критика відізвалася на неї краще, ніж на «Ендиміон» і на «Поезії», схвальні коментарі з'явилися як в «Екзамінері», так і в «Единбурзькому рев'ю».
Тепер у Вентворт-Плейс розташований будинок-музей Кітса.

### Фанні Браун та Ізабелла Джонс

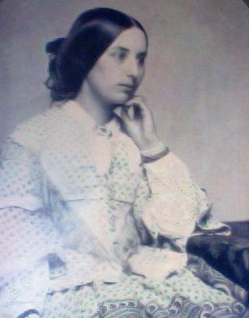
Фотографія на склі Фанні Браун приблизно 1850 року.

Листи Кітса та його поезії свідчать про те, що юнак познайомився із Франсіс (Фанні) Браун восени 1818. Ймовірно, що 18-річна Браун приходила з візитами до родини Ділке у Вентворт-Плейс, перш ніж оселилася там. Як і Кітс, Браун була з Лондона, народилася у селищі у Вест-Енді. Її дід, як і батько Кітса, тримав у Лондоні заїзд. Фанні теж утратила кількох членів родини через туберкульоз. У неї було те ж ім'я, що у мами та сестри Кітса. Браун мала талант до конструювання одягу та мов. За її словами вона мала природну схильність до театру. У листопаді 1818 між нею та Кітсом виникли інтимні почуття, однак над ними чорною хмарою висіла хвороба Тома Кітса, за яким доглядав Джон.
Того ж року Кітс познайомився із вродливою, талановитою і гострою на язик Ізабеллою Джонс, до якої у нього також виникло сум'ятливе почуття. Вони зустрілися в Гастінгсі в червні. Він часто «навідувався до її кімнати» взимку 1818–1819, у своїх листах до Джорджа Кітс розповідає, що «зігрівався з нею» й «цілував її». Невідомо наскільки близькими були ці стосунки. Біографи сперечаються щодо впливу Ізабелли на творчість Кітса. На думку Гіттінгса Джонс підказала ідею поезій «Напередодні св. Агнеси» та «Напередодні св. Марка». Він також вважає, що слова «Цить, цить!» («О, солодка Ізабель») про неї, і що перший варіант «Ясної зірки», можливо, написаний для неї.
3 квітня 1819 Браун із мамою удовою переїхала в другу половину Вентворт-Плейс, і вони з Кітсом почали бачитися щодня. Кітс позичав Фанні книги, такі як «Пекло» Данте Аліг'єрі, вони часто читали разом. Він дав їй сонет «Ясна зірка» (Bright Star), засвідчуючи цим свої почуття. Щоправда це був лише один із варіантів, Кітс продовжував працювати над сонетом до останніх місяців свого життя — вірш став наче символом їхніх стосунків. «Усі його бажання були зосереджені на Фанні». Відтепер у документах Ізабелла Джонс уже не згадується. Десь на початку червня у них із Браун виникло щось на кшталт взаєморозуміння, хоча про формальні заручини мова не йшла — Кітсу було нічого запропонувати з огляду на малі перспективи й грошову скруту. Кітс розумів своє положення бідного поета в непевних водах життя. Кохання між ними не було консумоване. Все це гнітило поета, він бачив навоколо темряву, хворобу й депресію, випліскуюючи ці почуття у віршах на зразок «Напередодні св. Агнес» та «Прекрасна дама без милосердя», в яких кохання та смерть блукають поряд.
«Під час прогулянок я розмірковую про дві благодаті, — писав він їй, — … про твою вроду й про час моєї смерті». Кітс написав Фанні сотні записок і листів, в одній із них, наприклад: «Моє кохання зробило мене егоїстичним. Я не можу існувати без тебе — я забуваю про будь-що, крім можливості побачити тебе знову — моє життя наче зупинилося — я не бачу нічого попереду. Ти мене поглинула. Наразі в мене таке враження, наче я розчиняюся — якби не було надії побачити тебе незабаром, я був би невимовно нещасним. […] Мене дивувало, що людина може померти мучеником заради релігії — я здригався від такої думки — але більше не здригаюся — я можу бути мучеником своєї релігії — кохання моя релігія — я можу померти заради нього — я можу померти заради тебе.» (лист від 13 жовтня 1819).
Туберкульоз Кітса набирав силу й лікарі порадили йому переїхати в країну з теплішим кліматом. У вересні 1820 Кітс від'їхав у Рим, і вони обоє знали, що, ймовірно, їм не судилося побачитися знову. Він помер через п'ять місяців. Листів Браун до Кітса не збереглося, є лише його листи. Листи Фанні були знищені після смерті за його власним бажанням. Вона носила траур по Кітсу впродовж шести років. Згодом, у 1833, через 12 років після смерті Кітса, вона одружилася, мала трьох дітей і прережила поета більше ніж на 40 років.
Стосункам між Фанні Браун та Джоном Кітсом присвячений фільм Джейн Кампіон «Ясна зоря» 2009 року.

### Смерть

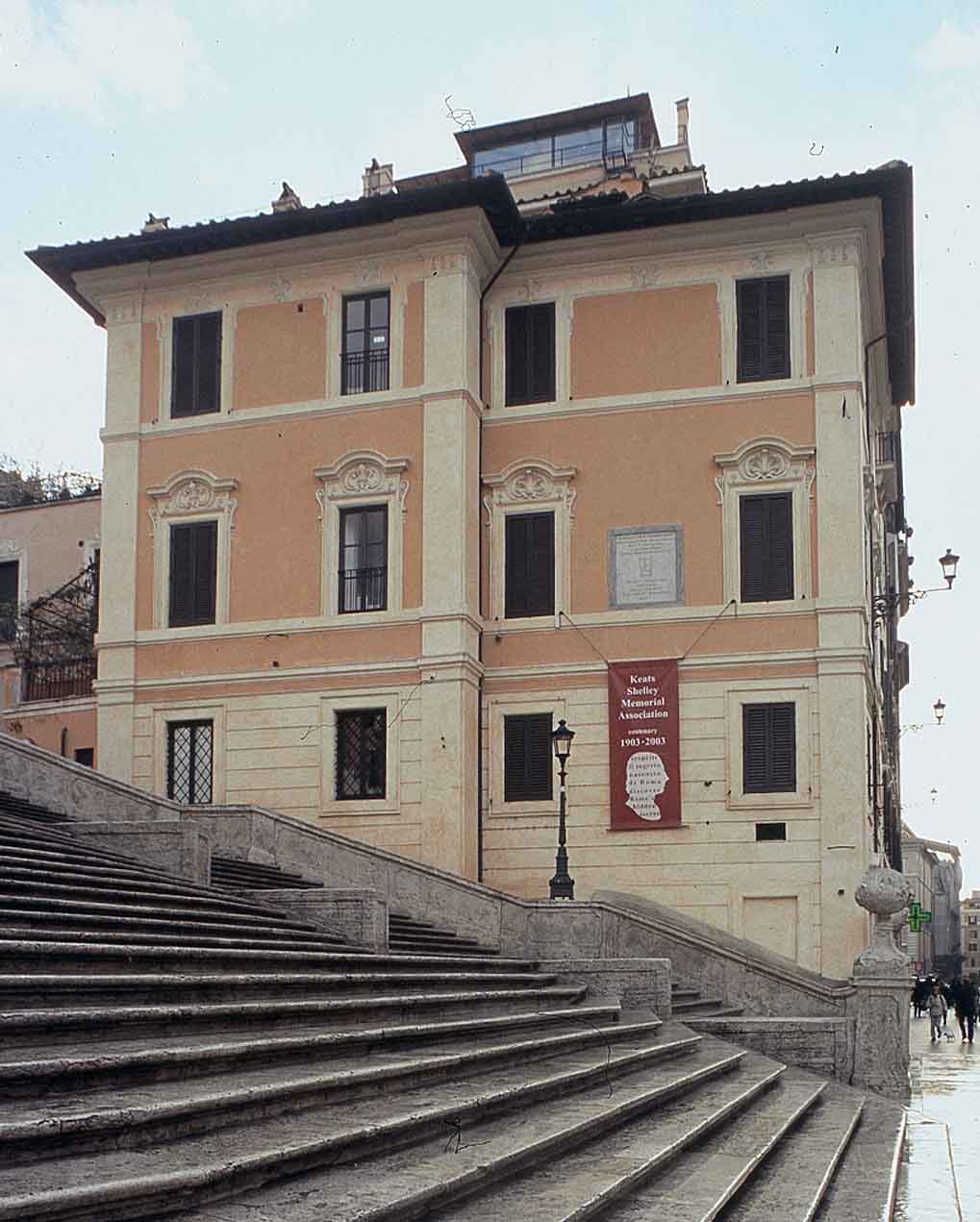
Римський будинок Кітса

Впродовж 1820 симптоми туберкульозу ставали дедалі тривожнішими. На початку лютого Кітс двічі мав крововиливи в легені. Він утратив значну кількість крові, й лікар ще додатково зробив йому кровопускання. У Лондоні впродовж більшої частини літа за ним доглядав Гант. За порадами лікарів Кітс згодився переїхати в Італію разом із товаришем Джозефом Северном. Вони вирушили в дорогу 13 вересня 1820. На борту корабля Кітс написав останній варіант «Ясної зорі». Подорож була важкою. Спочатку корабель потрапив у шторм, потім у повний штиль, що сповільнило його рух. Коли, врешті-решт корабель пристав до берега в Неаполі, йому довелося простояти 10 днів під карантином, оскільки італійці підозрівали епідемію холери в Британії. До Рима Кітс добрався тільки 14 листопада, коли всі сподівання на тепліший клімат, уже розвіялися.
.
У Римі Кітс поселився у віллі на Іспанських сходах, де тепер розташований будинок-музей Кітса-Шеллі. Незважаючи на догляд Северна й доктора Джеймса Кларка, здоров'я поета погіршувалося. Лікування, можливо, навіть прискорило смерть. У листопаді 1820 Кларк оголосив, що причина хвороби в розумову виснаженні, й що в основному вогнище захворювання зосереджене в шлунку. Врешті Кларк діагнозував сухоти (туберкульоз), і приписав Кітсу голодну дієту з одного анчоуса та куска хліба в день, щоб обмежити приплив крові до шлунку. Крім того, він робив поетові кровопускання, що було стандарним лікарським засобом тих часів, і що, ймовірно, лише значно послаблювало Кітса. Товариш Кітса Чарлз Армітейдж Браун писав: "Вони могли використовувати невеликі дози опіуму, Кітс попросив Северна купити пляшечку опіуму перед тим, як вони вирушили в дорогу. Северн не розумів, що Кітс бачив у цьому засіб для здійснення самогубства, якщо б до того дійшло. Під час мандрівки він спробував отримати пляшку від Северна, але Северн не дав. Він знову спробував у Римі. […] Северн не знав, що робити, тож пішов до лікаря, який забрав пляшку. Як наслідок, Кітс пройшов через низку болісних приступів без жодного засобу втамувати біль. ". Кітс був лихий як на Северна, так і на Кларка, які відмовили йому в лауданумі. За свідченнями Северна він без перестану допитувався: «Скільки ще триватиме цей мій посмертний стан?». Северн писав: «Кітс марив, і я до краю тривожився за нього… приблизно о четвертій наблизилася смерть. [Кітс мовив] „Северне… я…. підійміть мене… я вмираю… я помру легко; не бійтеся… тримайтеся, й подякуйте богу, що вона прийшла.“ Я підняв його. Здавалося, що його горло спінилося, до одинадцяти воно роздулося й він поступово відійшов, так спокійно, що я подумав, що він заснув».

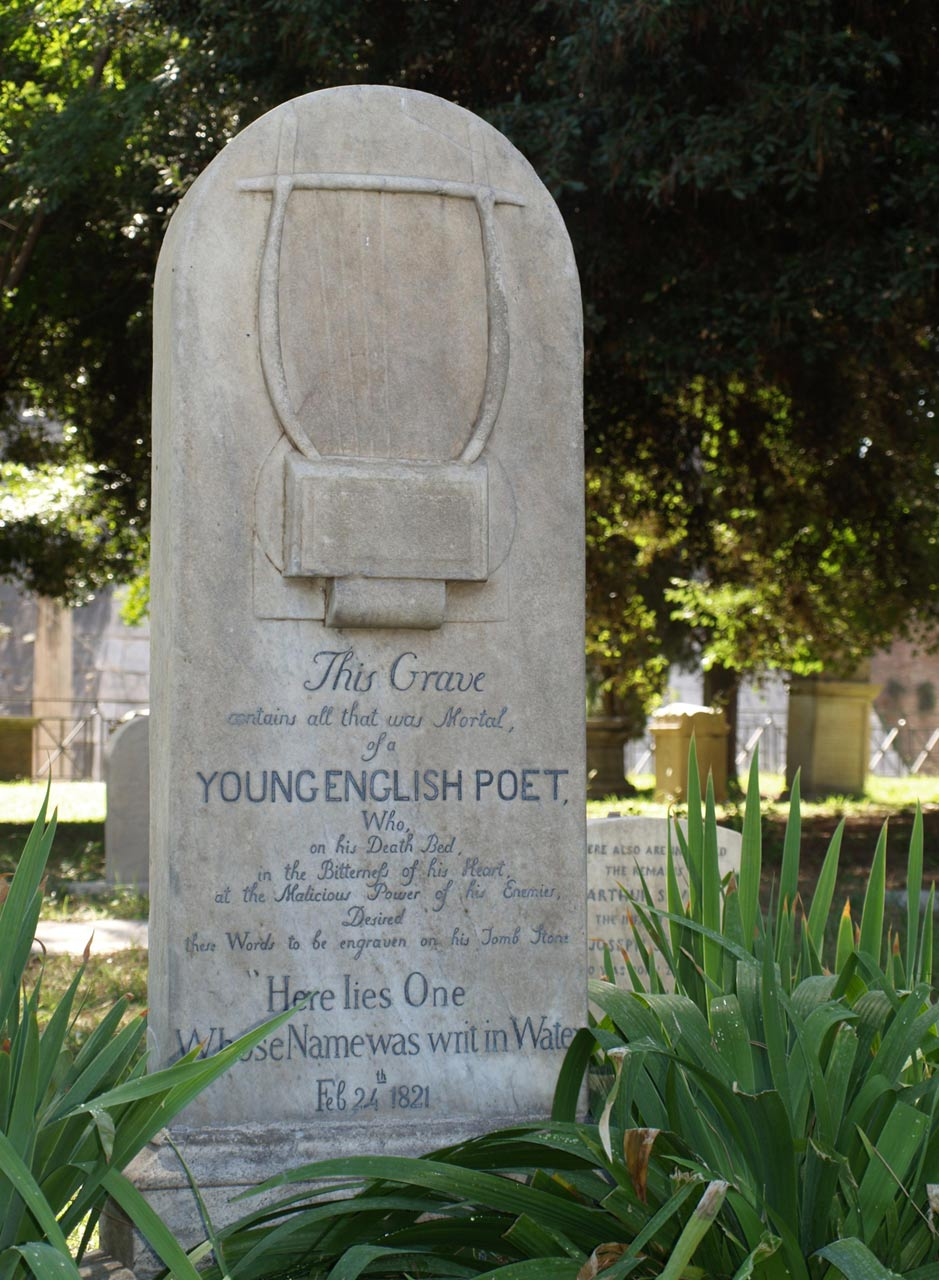
Могила Кітса у Римі

Кітс помер 23 лютого 1821 і був похований на Римському протестантському цвинтарі. Перед смертю він побажав лежати під безіменним каменем, на якому були б викарбувані слова в ямібчному пентаметрі «Here lies one whose name was writ in water» («Тут лежить той, чиє ім'я написане на воді»). Северн і Браун поставили могильний камінь із епітафом під розбитою лірою:
This Grave / contains all that was Mortal / of a / Young English Poet / Who / on his Death Bed, in the Bitterness of his Heart / at the Malicious Power of his Enemies / Desired / these Words to be / engraven on his Tomb Stone: / Here lies One / Whose Name was writ in Water. 24 February 1821
У цій могилі лежить все, що було смертним у молодого англійського поета, який на смертному ложі, який в гіркоті свого серця перед зловісною силою ворогів зажадав, щоб на його могильному камені були викарбувані слова: «Тут лежить той, чиє ім'я написане на воді». 24 лютого 1821
Надпис на могильному камені відрізняється на день від офіційної дати смерті. Северн і Браун додали слова від себе як знак протесту проти сприйняття творів Кітса критикою. Гант звинувачував у смерті поета нищівну атаку «Квотерлі рев'ю» на «Ендиміон». Через сім тижнів після похоронів Шеллі згадав Кітса в поемі "Адонаїс. Кларк потурбувався про те, щоб на могилі посадили ромашки, вважаючи, що Кітс цього хотів би. Заради санітарної безпеки італійська влада спалила меблі з Кітсової кімнати, обдерла шпалери на стінах, замінила вікна, двері й підлогу. Поряд із Кітсом був похований попіл Шеллі (помер 8 липня 1822), який за життя був одним із найпалкіших захисників Кітса. Там же похований Северн (помер 3 серпня 1879), який залишався з Кітсом до самого кінця.

## Українські переклади
- Поезії [Архівовано 14 квітня 2015 у Wayback Machine.] / Д. Кітс, пер. з англ. В. Мисик. — Київ: Дніпро, 1968. — 151 с.: портр. — (Перлини світової лірики).
- Вечір святої Агнеси. // «Всесвіт». 1971, № 12.
- Вірші в кн.: Мисик В. Планета. К., 1977.

## Виноски
1. 1 2 3  Чеська національна авторитетна база даних
2. ↑  Китс Джон // Большая советская энциклопедия: [в 30 т.] / под ред. А. М. Прохорова — 3-е изд. — Москва: Советская энциклопедия, 1969.
3. ↑  NNDB — 2002.
4. ↑  Hough G. G. Encyclopædia Britannica
5. ↑  SNAC — 2010.
6. ↑  Find a Grave — 1996.
7. ↑  https://victorianweb.org/previctorian/keats/religion.html
8. ↑  https://crossref-it.info/textguide/john-keats-selected-poems/40/2935
9. 1 2   Gittings (1987) pp1-3
10. 1 2  Hirsch, Edward (2001)
11. ↑  Gittings (1968) p155
12. ↑  Motion (1997) p116-120
13. ↑  Motion (1997) p130
14. 1 2  O'Neill and Mahoney (1988), 418.
15. ↑  Keats letter to Benjamin Bailey, November 22nd, 1817
16. ↑  On 11 April 1819, Keats and Coleridge had a long walk together over the Heath. Keats says in a letter to his brother George, that they talked about «a thousand things,… nightingales, poetry, poetical sensation, metaphysics». Motion (1997), 365-66
17. ↑  New York Times article: Tracing the Keats Family in America; Koch 30 July 1922.) [Архівовано 29 грудня 2010 у Wayback Machine.]. Retrieved 29 January 2010.
18. ↑  Motion (1997) p494
19. ↑  Letter of 7 August 1818; Brown (1937)
20. ↑  Motion (1997) p290
21. ↑  Zur Pathogenie der Impetigines. Auszug aus einer brieflichen Mitteilung an den Herausgeber. [Müller's] Archiv für Anatomie, Physiologie und wissenschaftliche Medicin. 1839, page 82.
22. ↑   Сухоти не були ідентифіковані як єдина хвороба до 1820 й сприймалися неоднозначно — часто їх пов'язували із загальною слабкістю, пригніченими сексуальними потребами й мастурбацією. Кітс «відмовляється називати хворобу» у своїх листах. De Almeida (1991), 206-07; Motion (1997), 500-01
23. ↑  O'Neill and Mahoney (1988), 419
24. ↑   «Keats, John» The Oxford Companion to English Literature. Edited by Dinah Birch. Oxford University Press Inc.
25. ↑  The original mulberry tree no longer survives, though others have been planted since.
26. ↑  Hart, Christopher. (2 August 2009.) «Savour John Keats' poetry in garden where he wrote [Архівовано 31 травня 2020 у Wayback Machine.]». The Sunday Times. Retrieved 29 January 2010.
27. ↑  Bate (1963) p63
28. ↑  The Quarterly Review. April 1818. 204-08
29. ↑  Blackwood's+Magazine+%3Cblockquote%3E+%22To+witness+the+disease+of+any+human+understanding&cd=3&hl=en&ct=clnk&gl=uk&client=firefox-a Extracts[недоступне посилання з липня 2019] from Blackwood's Edinburgh Magazine, 3 (1818) p519-24". Nineteenth Century Literary Manuscripts, Part 4. Retrieved 29 January 2010.
30. ↑  Gittings (1968) p504
31. 1 2  Kennedy, Maev. «Keats's London home reopens after major refurbishment [Архівовано 14 травня 2011 у Wayback Machine.]». The Guardian, 22 July 2009. Retrieved 29 January 2010.
32. ↑  Gittings (1968) p262
33. ↑  Gittings (1968) p268
34. ↑  Gittings (1968) p264
35. ↑  Gittings (1968) p139
36. ↑  Walsh William (1981) Introduction to Keats Law Book Co of Australasia p81
37. ↑  Gittings (1956) Mask of Keats. Heinmann p45
38. 1 2  Gittings (1968), 293-8
39. 1 2  Gittings (1968) p327-331
40. ↑  Richardson, 1952, p. 112
41. ↑  Bate (1964) p636
42. ↑  Motion (1997) p496
43. ↑  «A window to the soul of John Keats» by Marsh, Stefanie. [Архівовано 17 травня 2011 у Wayback Machine.] The Times, 2 November 2009. Retrieved 29 January 2010.
44. ↑  Brown (2009)
45. 1 2  Flood, Alison. «Doctor's mistakes to blame for Keats's agonising end, says new biography [Архівовано 14 травня 2011 у Wayback Machine.]». The Guardian, 26 October 2009. Retrieved 29 January 2010.
46. ↑  Colvin (1917) p208
47. ↑  Adonais: An Elegy on the Death of John Keats [Архівовано 1 травня 2011 у Wayback Machine.]. Representative Poetry Online. Retrieved 29 January 2010.
48. ↑  Richardson, 1952, p89.
49. ↑  «Keats's keeper» [Архівовано 14 травня 2011 у Wayback Machine.]. Motion, Andrew. The Guardian, 7 May 2005. Retrieved 29 January 2010.